# Zachary Booth
Zachary Booth (nacido en 1983) es un actor estadounidense de cine, teatro y televisión, reconocido especialmente por su participación en los filmes de temática LGBT Keep the Lights On, The Revival y After Louie.

## Carrera

### Inicios y década de 2000
Booth inició su carrera en el cine y la televisión a mediados de la década de 2000, con apariciones en filmes como The Life Before Her Eyes (2007), Assassination of a High School President (2008), Nick y Nora, una noche de música y amor (2008), Taking Woodstock y The Marc Pease Experience (ambas de 2009). Durante dicha década apareció en episodios de los seriados What Goes On y New Amsterdam, y entre 2007 y 2012 interpretó el papel recurrente de Michael Hewes en la serie Damages.

### Décadas de 2010 y 2020
En 2012 protagonizó la película de temática queer Keep the Lights On (2012); el portal Arts Atl opinó acerca de su desempeño: «Booth parece demasiado joven e insensible para desarrollar y profundizar en su personaje a través de una narración que abarca casi una década». Por esa misma época registró papeles secundarios en otros filmes como Big Words (2013), Never (2014) y Ava's Possession (2015), e interpretó el papel recurrente de David Abascal en el seriado de terror sobrenatural South of Hell.
Protagonizó dos nuevas películas con temática LGBT en 2017: After Louie y The Revival. En la primera compartió elenco con Alan Cumming y en la segunda con David Rysdahly. La reseña del portal Gay City News asegura que Booth «hace una interpretación electrizante de Daniel, un vagabundo que se presenta en la iglesia baptista sureña donde Eli (Rysdahl) es predicador [...] El actor impregna a Daniel de un aire de misterio seductor».  En 2021 encarnó a Tim en el filme Dashcam, y dos años después compartió elenco con Bradley Cooper y Carey Mulligan en la película Maestro.

### Otros proyectos
A nivel teatral, debutó en Broadway en la producción de The Winslow Boy del Teatro Roundabout. Ha participado en obras Off-Broadway como Me, Myself, & I de Edward Albee y Prayer for My Enemy de Craig Lucas. Entre 2018 y 2021 interpretó el rol de Horace Gilmer en la adaptación teatral de Matar a un ruiseñor en el Teatro Shubert.

## Vida personal
Booth es abiertamente gay. En una entrevista con Logo News manifestó al respecto: «No puedo ocultar quién soy, mi verdad, y seguir beneficiándome de ello. Es incómodo».

## Filmografía

### Cine
| Año  | Título                                   | Papel           | Notas |
| ---- | ---------------------------------------- | --------------- | ----- |
| 2007 | The Life Before Her Eyes                 |                 |       |
| 2008 | Assassination of a High School President | Rocky Raccoon   |       |
| 2008 | Venice                                   | Levi            | Corto |
| 2008 | Nick and Nora's Infinite Playlist        | Gary            |       |
| 2009 | Taking Woodstock                         | Hippie          |       |
| 2009 | The Marc Pease Experience                | Craig           |       |
| 2010 | White Irish Drinkers                     | Todd            |       |
| 2011 | The Beaver                               | Jared           |       |
| 2011 | Dark Horse                               | Justin          |       |
| 2012 | Keep the Lights On                       | Paul Lucy       |       |
| 2012 | Allegiance                               | Carroll         |       |
| 2012 | The Blue Eyes                            | Paul            |       |
| 2013 | Big Words                                | Ben Shine       |       |
| 2013 | Syrup                                    | Chet            |       |
| 2013 | The Blue Box                             | Jack            | Corto |
| 2014 | Never                                    | Denim           |       |
| 2014 | Last Weekend                             | Theo Green      |       |
| 2015 | Ava's Possessions                        | Roger           |       |
| 2017 | After Louie                              | Braeden Devries |       |
| 2017 | The Revival                              | Daniel          |       |
| 2020 | T11 Incomplete                           | Jack            |       |
| 2020 | Boys on Film 20: Heaven Can Wait         |                 |       |
| 2021 | Dashcam                                  | Tim             |       |
| 2023 | Maestro                                  | Mendy Wager     |       |

### Televisión
| Año       | Título                            | Papel                | Notas        |
| --------- | --------------------------------- | -------------------- | ------------ |
| 2006      | Law & Order: Special Victims Unit | Trevor Olsen         | 1 episodio   |
| 2007–2012 | Damages                           | Michael Hewes        | 30 episodios |
| 2007      | What Goes On                      | Ethan Knowles        | 10 episodios |
| 2008      | New Amsterdam                     | Roosevelt/Alex Spoor | 1 episodio   |
| 2010      | Royal Pains                       | Oliver Ambrose       | 2 episodios  |
| 2012      | NYC 22                            | Gabe Atkins          | 1 episodio   |
| 2013      | White Collar                      | Patrick Wolcott      | 1 episodio   |
| 2013      | Elementary                        | Silas Cole           | 1 episodio   |
| 2015      | Person of Interest                | Chase Patterson      | 1 episodio   |
| 2015      | South of Hell                     | David Abascal        | 8 episodios  |
| 2017–2018 | The Good Fight                    | Jerry Warshofsky     | 3 episodios  |
| 2019      | The Family                        | Luke                 | 3 episodios  |
| 2019      | Prodigal Son                      | Liam                 | 1 episodio   |